# 182

## Родени
- Ориген, римски теолог (приблизителна дата)

## Починали
- Ания Луцила, римска императрица